# 異相双五角丸塔柱
異相双五角丸塔柱（いそうそうごかくまるとうちゅう、Elongated pentagonal gyrobirotunda）は、43番目のジョンソンの立体で、正十角柱の2つの底面に正五角丸塔(J6)を、異相となる（正十角柱の各側面に1辺ずつ正三角形が接する）ようにつけた形である (二十・十二面体を半分に割り、間に正十角柱を挿入した形)。

## 関連図形
| 正五角丸塔柱 （片方の丸塔を取り除く）   | 二十・十二面体 （角柱を取り除く）                                               | 同相双五角丸塔柱 （片側を36°回す） |
| 双五角丸塔反柱 （角柱を反角柱に変える） | 異相五角台塔丸塔柱 （正五角形が同相になら ないように片方の台塔を 台塔に変える） |                                    |